# Regorafenib
Regorafenib (łac. regorafenibum) – lek przeciwnowotworowy należący do inhibitorów kinazy tyrozynowej obejmujący w spektrum receptor czynnika wzrostu śródbłonka naczyń (VEGFR), receptor angiopoetyny (TIE2), receptor czynnika wzrostu fibroblastów (FGFR), receptor płytkopochodnego czynnika wzrostu (PDGFR), receptor czynnika białek macierzystych (KIT), onkogen RET, kinazy RAF (BRAF, CRAF). Regorafenib znajduje zastosowanie w leczeniu raka jelita grubego, nowotworów podścieliskowych przewodu pokarmowego (GIST) oraz raka wątrobowokomórkowego.

## Mechanizm działania
Regorafenib jest drobnocząsteczkowym inhibitorem licznych kinaz tyrozynowych, którego mechanizm działania jest oparty na zablokowaniu autofosforylacji receptora, co uniemożliwia dalszą transdukcję sygnału. Regorafenib swoim spektrum obejmuje receptor czynnika wzrostu śródbłonka naczyniowego (VEGFR), receptor angiopoetyny (TIE2), receptor czynnika wzrostu fibroblastów (FGFR) oraz receptora płytkopochodnego czynnika wzrostu (PDGFR). Pełnią one kluczową rolę w powstawaniu nowych naczyń (angiogeneza) oraz w procesie onkogenezy, w tym promocji wzrostu komórki i proliferacji, migracji komórek oraz powstawania przerzutów. Ponadto blokuje kinazy o funkcji onkogenów – receptor czynnika białek macierzystych (KIT), onkogen RET oraz kinazy biorące udział w sygnalizacji wewnątrzkomórkowej (kinazy RAF, w tym BRAF, CRAF). Skutkuje to zahamowanie neoangiogenezy oraz zahamowanie proliferacji komórek nowotworowych.

## Wskazania
Regorafenib stosuje się w następujących stanach klinicznych:
- przerzutowy rak jelita grubego w ramach kolejnej linii leczenia u chorych, u których nie rozważa się zastosowania chemioterapii opartej na fluoropirymidynie, leczenia z zastosowaniem leku anty-VEGF lub terapii z zastosowaniem leku anty-EGFR.
- nieoperacyjny lub przerzutowy nowotwór podścieliskowy przewodu pokarmowego (GIST) u chorych, u których doszło do nietolerancji lub progresji choroby po wcześniejszym leczeniu z zastosowaniem imatynibu oraz sunitynibu,
- rak wątrobowokomórkowy, u chorych otrzymujących wcześniej sorafenib.

## Badania kliniczne

### Rak jelita grubego
Skuteczność regorafenibu w leczeniu przerzutowego raka jelita grubego u chorych z progresją po leczeniu standardowym oceniono w wieloośrodkowym randomizowanym badaniu III fazy CORRECT. W tym badaniu 760 chorych losowo przydzielono do grupy otrzymującej regorafenib albo do grupy otrzymującej placebo. Leczenie było kontynuowane do czasu progresji choroby lub nieakceptowalnej toksyczności. Chorzy otrzymywali wcześniej chemioterapię opartą na fluoropirymidynie (fluoropirymidyna z lub bez oksaliplatyną, z lub bez irynotekanem), leki anty-VEGF (bewacyzumab), leki anty-EGFR (panitumumab lub cetuksymab). Do badania kwalifikowano chorych w dobrym stanie sprawności (WHO0/1), o oczekiwanej długości życia powyżej 3 miesięcy oraz odpowiedniej funkcji wątroby, nerek i szpiku kostnego. U 65% chorych guz pierwotny był zlokalizowany w okrężnicy, u 29% w odbytnicy, a u 6% zarówno w okrężnicy, jak i w odbytnicy. U 57% chorych stwierdzano mutację KRAS. Pierwszorzędowym punktem końcowym badania klinicznego była poprawa przeżycia całkowitego leczonych. Po odpowiednim okresie obserwacji stwierdzono, że regorafenib poprawia medianę przeżycia całkowitego (OS), które wynosiło 6,4 miesiąca w grupie otrzymującej regorafenib i 5,0 miesiąca u chorych otrzymujących placebo. Stwierdzono również pewną poprawę mediany przeżycia wolnego od progresji (PFS), która wynosiła 1,9 i 1,7 miesiąca odpowiednio dla regorafenibu i placebo. Najczęściej stwierdzanymi toksycznościami były zespół ręka-stopa, uczucie zmęczenia, biegunka oraz nadciśnienie tętnicze.
W innym randomizowanym badaniu III fazy CONCUR przeprowadzonym w populacji azjatyckiej również stwierdzono poprawę przeżycia całkowitego związaną ze stosowaniem regorafenibu u chorych z przerzutowym rakiem jelita grubego po leczeniu przynajmniej dwóch linii chemioterapii. Chorzy zostali losowo przydzieleni do grupy otrzymującej regorafenib lub placebo. Po odpowiednim okresie obserwacji stwierdzono poprawę mediany przeżycia całkowitego w grupie otrzymującej regorafenib, która wynosiła 8,8 miesiąca, podczas gdy mediana przeżycia całkowitego w grupie otrzymującej placebo wynosiła 6,3 miesiąca.
W kolejnym badaniu REBECCA na 654 chorych z przerzutowym rakiem jelita grubego ulegającym progresji zaobserwowano medianę przeżycia całkowitego wynoszącą 5,6 miesiąca i 22% odsetek przeżyć 12-miesięcznych. Wyniki tego badania były zgodne z wcześniejszymi badaniami.

### Rak wątrobowokomórkowy
Na podstawie wyników randomizowanego badania III fazy RESORCE regorafenib został zarejestrowany w leczeniu raka wątrobowokomórkowego w terapii II linii po leczeniu sorafenibem. Do badania włączano chorych z rakiem wątrobowokomórkowym w stopniu B lub C klasyfikacji Barcelońskiej (BCLC) po progresji podczas leczenia sorafenibem, z wyrównaną funkcją wątroby (Child-Pugh A) w dobrym stanie sprawności (PS0 lub 1). Z badania wykluczano chorych, u których leczenie imatynibem zakończono z powodu toksyczności. Chorych losowo przydzielono do grupy otrzymującej regorafenib lub do grupy otrzymującej placebo. Pierwszorzędowym punktem końcowym badania był czas przeżycia całkowitego. Po odpowiednim okresie obserwacji stwierdzono, że regorafenib w porównaniu do placebo istotnie wydłuża medianę przeżycia całkowitego (OS), które wynosiło 10,6 miesiąca u otrzymujących regorafenib i 7,8 miesiąca u otrzymujących placebo. Ponadto regorafenib istotnie wydłużał mediany czasu przeżycia wolnego od progresji (PFS) i zwiększał odsetek odpowiedzi obiektywnych (ORR) oraz poprawiał odsetek kontroli choroby (DCR).

### Nowotwory podścieliskowe przewodu pokarmowego
Aktywność regorafenibu w leczeniu nieoperacyjnych oraz przerzutowych nowotworów podścieliskowych przewodu pokarmowego po progresji po leczeniu imatynibem i sunitynibem potwierdza randomizowane badanie III fazy GRID. W tym badaniu 199 chorych na nieoperacyjny, lokalnie zaawansowany albo przerzutowy nowotwór stromalny przewodu pokarmowego leczonych wcześniej imatynibem oraz sunitynibem losowo przydzielono do grupy otrzymującej regorafenib albo placebo. Pierwszorzędnym punktem końcowym badania była poprawa czasu przeżycia wolnego od progresji. Wykazano, że regorafenib poprawia medianę czasu przeżycia wolnego od progresji (PFS), która wynosiła 4,8 miesiąca u chorych otrzymujących regorafenib i 0,9 miesiąca w grupie otrzymującej placebo. Nie wykazano różnicy w przeżyciu całkowitym (OS) pomiędzy obiema grupami badanych, ponieważ badanie nie miało na celu wykazanie takiego punktu końcowego i po progresji podczas przyjmowania placebo było możliwe przejście do leczenia regorafenibem (uniemożliwia to ocenę przeżycia całkowitego w grupie stosującej placebo).
Wyniki długoterminowej obserwacji badania II fazy z regorafenibem w leczeniu nieoperacyjnego, lokalnie zaawansowanego albo przerzutowego nowotworu podścieliskowego przewodu pokarmowego sugerują, że chorzy z mutacją genu KIT w eksonie 11 oraz chorzy z niedoborem dehydrogenazy bursztynianowej (SDH) uzyskują większą korzyść z leczenia regorafenibem niż chorzy bez mutacji genu KIT czy bez niedoboru SDH.
Obserwowana toksyczność podczas leczenia regorafenibem nie różniła się od tej obserwowanej w innych badaniach i obejmowała zespół ręka-stopa, nadciśnienie tętnicze, biegunkę oraz zapalenie błony śluzowej jamy ustnej.

## Przeciwwskazania
Do przeciwwskazań należy nadwrażliwość na substancję czynną lub na substancje pomocnicze.

## Dawkowanie
Regorafenib stosuje się w dawce 160 mg w jednorazowej dawce dziennej (4 tabletki po 40 mg) przez 3 tygodnie, po których następuje 1 tydzień przerwy w przyjmowaniu leku. Leczenie jest kontynuowane w tym schemacie tak długo jak chory odnosi korzyść z leczenia lub dochodzi do nieakceptowalnej toksyczności. W przypadku pomięcia kolejnej dawki leku niezwłocznie przyjmuje się pomiętą dawkę, przy czym nie przyjmuje się dwóch dawek leku tego samego dnia. W przypadku wymiotów nie podaje się dodatkowych dawek leku. W przypadku nietolerancji leczenia może być konieczna modyfikacja (redukcja) dawki lub przerwa w leczeniu.

## Specjalne środki ostrożności
Wpływ na funkcję wątroby
U chorych leczonych regorafenibem często stwierdza się nieprawidłowe wyniki badań czynnościowych wątroby (aktywność aminotransferazy alaninowej, aminotransferazy asparaginianowej i stężenie bilirubiny). Przed rozpoczęciem leczenia wykonuje się wyjściową ocenę badań laboratoryjnych oceniających czynność wątroby, a następnie okresowo monitoruje się ich wartość. W przypadku stwierdzenia pogorszenia się wyników testów czynnościowych wątroby może być konieczne czasowe przerwanie leczenia, modyfikacja dawki lub czasem zakończenie leczenia regorafenibem.
Niedokrwienie mięśnia sercowego i zawał mięśnia sercowego
Leczenie regorafenibem wiąże się ze zwiększoną częstością występowania niedokrwienia i zawału mięśnia sercowego. Chorzy z chorobą niedokrwienną serca są monitorowani w kierunku występowania objawów niedokrwienia mięśnia sercowego. W przypadku wystąpienia niedokrwienia mięśnia sercowego lub zawału mięśnia sercowego leczenie regorafenibem czasowo przerywa się. Decyzja o ewentualnym ponownym leczeniu regorafenibem jest oparta na ocenie potencjalnych korzyści i zagrożeń dla leczonego.
Nadciśnienie tętnicze
Stosowanie regorafenibu wiąże się ze zwiększoną częstością wystąpienia nadciśnienia tętniczego. Podczas leczenia tym lekiem okresowo kontroluje się ciśnienie tętnicze i ewentualne nadciśnienie tętnicze leczy się zgodnie z przyjętymi standardami leczenia nadciśnienia tętniczego. Ciężkie lub uporczywe nadciśnienie tętnicze, występujące pomimo odpowiedniego leczenia, może wymagać czasowego przerwania leczenia lub redukcji dawek leku. Przełom nadciśnieniowy może wymagać zaprzestania leczenia regorafenibem.
Zespół stopa-ręka
Zespół stopa-ręka jest najczęstszym skórnym działaniem niepożądanym leku. Profilaktyka zespołu obejmuje unikanie zrogowaceń i stosowanie rękawic i wkładek do butów, co zapobiega uciskowi na dłonie i stopy. Zespół stopa-ręka leczy się za pomocą kremów keratolitycznych (kremy z zawartością mocznika, kwasu salicylowego, hydroksykwasów) oraz kremów nawilżających. Może być konieczne zmniejszenie dawki regorafenibu lub czasowe przerwanie leczenia, a w ciężkich przypadkach stałe zakończenie leczenia regorafenibem.

## Farmakokinetyka
Lek podaje się drogą doustną, szczytowe stężenie w osoczu jest osiągane w ciągu 3–4 godzin od podania. Regorafenib w wysokim stopniu wiąże się z białkami osocza (99,5%). Lek jest metabolizowany w wątrobie głównie za pośrednictwem cytochromu CYP3A4 oraz podlega glukuronidacji za pośrednictwem UGT1A9. Lek ulega wydaleniu głównie z kałem, a częściowo z moczem.

## Interakcje
Regorafenib jest metabolizowany przez cytochrom CYP3A4 i transferazę urydyno-difosfo-glukuronową UGT1A9. W badaniach klinicznych podanie silnego inhibitora CYP3A4 ketokonazolu powodowało wzrost ekspozycji na regorafenib i zmniejszenie ekspozycji na czynne metabolity. Zaleca się unikanie stosowania silnych inhibitorów CYP3A4 takich jak klarytromycyna, itrakonazol, ketokonazol, telitromycyna, worykonazol i sok grejfrutowy. Również zaleca się unikanie równoczesnego stosowania inhibitorów UGT1A9, do których należy kwas mefenamowy, diflunizol i kwas niflumowy. Podobnie podanie ryfampicyny, która jest silnym induktorem CYP3A4, powoduje wzrost ekspozycji na lek. Zaleca się unikanie podczas terapii regorafenibem leczenia za pomocą silnych induktorów CYP3A4, w tym fenytoiny, karbamazepiny, fenobarbitalu, ziela dziurawca.

## Działania niepożądane
Do działań niepożądanych leku należy:
- bardzo często[a]: zakażenie, małopłytkowość, niedokrwistość, zmniejszenie apetytu, krwotok, nadciśnienie tętnicze, biegunka, zapalenie jamy ustnej, zapalenie błon śluzowych, wymioty, nudności, dysfonia, zespół ręka-stopa, osłabienie, zmęczenie, ból, gorączka, hiperbilirubinemia, zwiększenie aktywności aminotransferaz.

- często[b]: leukopenia, ból głowy, drżenie, neuropatia obwodowa, skurcze mięśni, zaburzenia smaku, suchość w jamie ustnej, refluks żołądkowo-przełykowy, nieżyt żołądka i jelit, łysienie, sucha skóra, wysypka złuszczająca, niedoczynność tarczycy, białkomocz, zwiększenie aktywności amylazy, zwiększenie aktywności lipazy, nieprawidłowy międzynarodowy współczynnik znormalizowany (INR).

- niezbyt często[c]: reakcja nadwrażliwości, zawał mięśnia sercowego, niedokrwienie mięśnia sercowego, przełom nadciśnieniowy, perforacja przewodu pokarmowego, przetoka przewodu pokarmowego, zapalenie trzustki, ciężkie uszkodzenie wątroby, zaburzenia paznokci, rumień wielopostaciowy

- rzadko[d]: rogowiak kolczystokomórkowy, rak kolczystokomórkowy skóry, zespół tylnej odwracalnej encefalopatii, zespół Stevensa-Johnsona, martwica toksyczno-rozpływna naskórka.